# Irã na Universíada de Verão de 2021
O Irã participou da Universíada de Verão de 2021, que aconteceu em Chengdu, na China, entre 28 de julho e 8 de agosto de 2023.
Foram 85 atletas — 57 masculinos e 28 femininos — em dez modalidades olímpicas e uma não olímpica — o wushu.

## Competidores
Estas foram as modalidades e atletas que disputaram a edição:
| Esporte             | Masculino | Feminino | Total |
| ------------------- | --------- | -------- | ----- |
| Atletismo           | 3         | 0        | 3     |
| Esgrima             | 4         | 0        | 4     |
| Ginástica artística | 3         | 0        | 3     |
| Judo                | 7         | 0        | 7     |
| Remo                | 1         | 0        | 1     |
| Taekwondo           | 11        | 11       | 22    |
| Tênis de mesa       | 2         | 2        | 4     |
| Tiro                | 6         | 8        | 14    |
| Tiro com arco       | 4         | 4        | 8     |
| Voleibol            | 11        | 0        | 11    |
| Wushu               | 5         | 3        | 8     |
| Total               | 57        | 28       | 85    |

## Medalhas

### Por modalidade
Estas foram as medalhas por modalidade nesta edição:
| Esporte       | Medalha de ouro | Medalha de prata | Medalha de bronze | Total de medalhas |
| ------------- | --------------- | ---------------- | ----------------- | ----------------- |
| Taekwondo     | 4               | 3                | 6                 | 13                |
| Wushu         | 1               | 2                | 3                 | 6                 |
| Remo          | 0               | 1                | 0                 | 1                 |
| Tiro          | 0               | 0                | 2                 | 2                 |
| Tiro com arco | 0               | 0                | 1                 | 1                 |
| Total         | 5               | 6                | 12                | 23                |